# Challenger de Bangkok 2018

El torneo Bangkok Challenger 2018 fue un torneo profesional de tenis. Perteneció al ATP Challenger Series 2018. Se disputó en su 10.ª edición sobre superficie dura, en Bangkok, Tailandia, entre el 1 y el 7 de enero de 2018.

## Jugadores participantes del cuadro de individuales
| Favorito | País                                  | Jugador           | Rank1 | Posición en el torneo    |
| -------- | ------------------------------------- | ----------------- | ----- | ------------------------ |
| 1        | Bandera de Alemania                   | Yannick Maden     | 147   | Segunda ronda, retiro    |
| 2        | Bandera de Japón                      | Go Soeda          | 150   | Primera ronda            |
| 3        | Bandera de Japón                      | Tatsuma Ito       | 153   | Primera ronda            |
| 4        | Bandera de Serbia                     | Nikola Milojević  | 158   | Primera ronda, retiro    |
| 5        | Bandera de Estonia                    | Jürgen Zopp       | 163   | Primera ronda            |
| 6        | Bandera de España                     | Marcel Granollers | 177   | CAMPEÓN                  |
| 7        | Bandera de la República Popular China | Zhang Ze          | 192   | Cuartos de final, retiro |
| 8        | Bandera de Portugal                   | Gonçalo Oliveira  | 194   | Segunda ronda            |

- 1 Se ha tomado en cuenta el ranking del  de diciembre de 2017.

### Otros participantes
Los siguientes jugadores recibieron una invitación (wild card), por lo tanto ingresan directamente al cuadro principal (WC):
- Pruchya Isaro
- Patcharapol Kawin
- Vorachon Rakpuangchon
- Wishaya Trongcharoenchaikul

Los siguientes jugadores ingresan al cuadro principal tras disputar el cuadro clasificatorio (Q):
- Flavio Cipolla
- Evgeny Karlovskiy
- Dominik Köpfer
- Mats Moraing

## Campeones

### Individual Masculino
- Marcel Granollers derrotó en la final a  Mats Moraing, 4–6, 6–3, 7–5

### Dobles Masculino
- Gerard Granollers /  Marcel Granollers derrotaron en la final a  Zdeněk Kolář /  Gonçalo Oliveira, 6–3, 7–6(6)